# Otto Danielsson
Otto Daniel Danielsson, född 19 september 1902 i Backaryd i Blekinge, död 5 maj 1985 i Stockholm, var en svensk ämbetsman.

## Biografi
Otto Danielsson växte upp på ett småjordbruk i Blekinge, gick sex år i folkskola och var därefter lantbruksarbetare under sju år. Han kom 1922 till Stockholm och blev militär vid Göta livgarde under två år för att därefter 1924 bli polis. År 1933 började han vid Statspolisen och 1939 Säkerhetspolisen (Säpo) och arbetade där för att motarbeta tyskt och allierat spionage. År 1946 blev han kommissarie och han sändes av regeringen till Nürnberg som en av tre medlemmar i en svensk observatörsgrupp. Han förhörde också Vidkun Quisling på Akershus fästning i Oslo. 
Han knöts 1951 till Utrikesdepartementets nybildade utredningsgrupp om Raoul Wallenberg, för vilken han förhörde vittnen utomlands.
Otto Danielsson var som kriminalkommissarie och chef för den så kallade ryssroteln på Säpo ansvarig för efterspaningarna på Stig Wennerström som misstänkt rysk spion under fyra och ett halvt års systematiskt arbete före ett anhållande i juni 1963. Han var senare fram till 1967 chef för Säpos operativa byrå och ansvarig för kontraspionage, där han efterträddes av Olof Frånstedt.

### Dag Hammarskjölds död
Efter flygkraschen i Ndola 1961, vid vilket flygplan som Förenta nationerna chartrat från Transair störtade under ännu inte klarlagda förhållanden och bland andra Dag Hammarskjöld omkom, deltog Otto Danielsson i en grupp som sändes till Nordrhodesia av Luftfartsverket i Sverige för att skaffa sig en uppfattning om kraschen.
Otto Danielsson uttryckte i sin rapport kritik mot hur den nordrhodesiska haverikommissionen, vilken leddes av kolonins luftfartsmyndighets chef Maurice Barber, hade skött vittnesförhör och forensiska undersökningar. Han kom till slutsatsen att det inte kunde uteslutas att flygplanet utsatts för beskjutning eller bombfällning.